# Equipa da Superleague Fórmula do Olympique Lyonnais
A Equipa da Superleague Fórmula do Olympique Lyonnais é uma equipa da Superleague Fórmula que representa o Olympique Lyonnais, naquele campeonato. A estreia da equipa foi em 2009, ano no qual foi operada pela Barazi Epsilon e teve como piloto Nelson Panciatici, sendo o conjunto só de nacionalidade francesa. Em 2010, o Olympique Lyonnais iniciou a época novamente um conjunto totalmente francês, mas desta feita o piloto era Sébastien Bourdais e a equipa de automobilismo a LRS Formula.

## Temporada de 2009
Para 2009, o Lyon teve como piloto o francês Nelson Panciatici  e foi operado pela Barazi Epsilon. Terminou a época no 17º lugar.

## Temporada de 2010
Na Temporada da Superleague Fórmula de 2010, o Olympique Lyonnais começou a época com o piloto Sébastien Bourdais, e como equipa de automobilismo a LRS Formula. Ao longo da época, contou com o piloto Franck Perera, na 7ª ronda, e com Celso Míguez na 8ª ronda. A equipa de automobilismo também alterou ao longo da temporada, sendo que a LRS Formula mudou de nome para Laurent Rédon Motorsport e, na 8ª ronda, foi substituída pela Drivex.

## Registo
(Legenda)
| Ano  | Equipa de Automobilismo              | Pilotos            | 1   | 2   | 3   | 4   | 5   | 6   | 7   | 8   | 9   | 10  | 11  | 12  | 13  | 14  | 15  | 16  | 17  | 18  | 19  | 20  | 21      | 22      | 23  | 24  | Pontos | Class. |
| ---- | ------------------------------------ | ------------------ | --- | --- | --- | --- | --- | --- | --- | --- | --- | --- | --- | --- | --- | --- | --- | --- | --- | --- | --- | --- | ------- | ------- | --- | --- | ------ | ------ |
| Ano  | Equipa de Automobilismo              | Pilotos            | DON | DON | NÜR | NÜR | ZOL | ZOL | EST | EST | VAL | VAL | JER | JER |     |     |     |     |     |     |     |     |         |         |     |     | Pontos | Class. |
| 2008 | Barazi Epsilon                       |                    |     |     |     |     |     |     |     |     |     |     |     |     |     |     |     |     |     |     |     |     |         |         |     |     |        |        |
| 2008 | Barazi Epsilon                       | Nelson Panciatici  | 13  | 13  | 14  | 10  | 14  | 9   | 12  | 15  | 13  | 15  | 9   | 11  | 160 | 17º |     |     |     |     |     |     |         |         |     |     |        |        |
|      |                                      |                    |     |     |     |     |     |     |     |     |     |     |     |     |     |     |     |     |     |     |     |     |         |         |     |     |        |        |
| Ano  | Equipa de Automobilismo              | Pilotos            | SIL | SIL | ASS | ASS | MAG | MAG | JAR | JAR | NÜR | NÜR | ZOL | ZOL | BDH | BDH | ADR | ADR | POR | POR | ORD | ORD | CHN TBA | CHN TBA | LOS | LOS | Pontos | Class. |
| 2010 | LRS Formula Laurent Rédon Motorsport | Sébastien Bourdais | 15  | 1   | 17  | NC  | 9   | 15  | 7   | 18  | 14  | 17  |     |     |     |     |     |     |     |     |     |     |         |         |     |     | 151    | 18º    |
| 2010 | LRS Formula Laurent Rédon Motorsport | Franck Perera      |     |     |     |     |     |     |     |     |     |     |     |     | 12  | 9   |     |     |     |     |     |     |         |         |     |     | 151    | 18º    |
| 2010 | Drivex                               | Celso Míguez       |     |     |     |     |     |     |     |     |     |     |     |     |     |     | 15  | 15  |     |     |     |     |         |         |     |     | 151    | 18º    |

### Resultados em Super Final
| Ano  | 1      | 2       | 3      | 4      | 5       | 6      | 7      | 8      | 9   | 10  | 11      | 12  |
| 2009 | MAG NQ | ZOL N/A | DON NQ | EST NQ | MOZ N/A | JAR NQ |        |        |     |     |         |     |
| 2010 | SIL 4  | ASS NQ  | MAG NQ | JAR NQ | NÜR NQ  | ZOL    | BDH NQ | ADR NQ | POR | ORD | CHN TBA | LOS |